# Gà Iceland

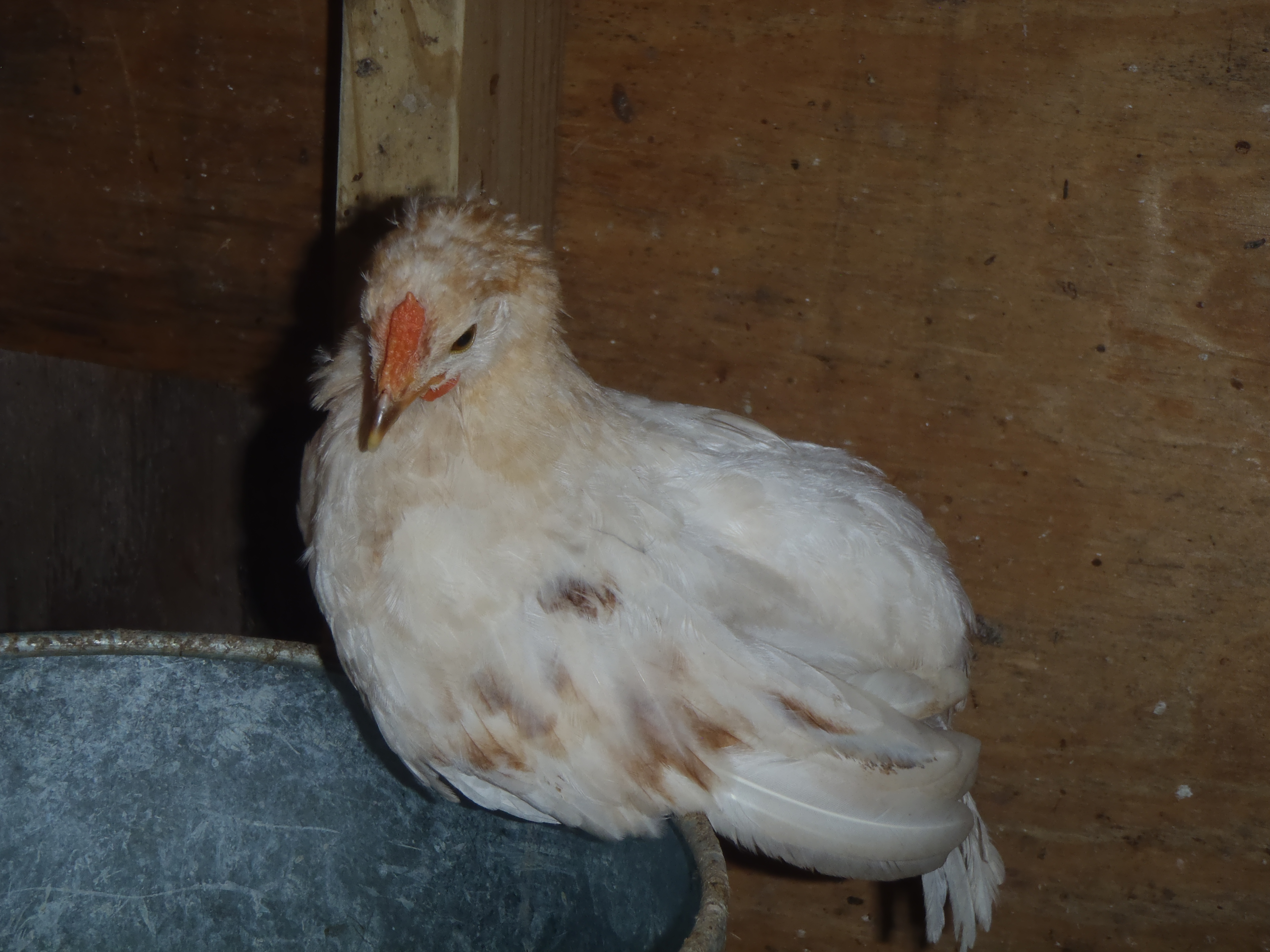
Một con gà Icelandic con

Gà Iceland hay gà Băng Đảo là một giống gà có nguồn gốc từ Iceland, chúng được gọi là íslenska hænan, Haughænsni hoặc landnámshænan trong tiếng Iceland, chúng là một cầm thuộc nhóm Landrace và là giống hiếm bên ngoài quê hương của nó. Chúng là một giống gà cổ xưa của các giống gà nhà, đã có mặt trên hòn đảo này kể từ khi được du nhập bởi bởi những người định cư Bắc Âu vào khoảng thế kỷ thứ 9. 

## Đặc điểm
Dù điều kiện địa lý cách biệt, tuy nhiên, mặc dù cả với sự cô lập này, giống gà này hầu như không còn tồn tại ở dạng còn thuần chủng trong thế kỷ 21, phần lớn là do việc nhập khẩu các chủng gà thương mại của những con gà công nghiệp trong năm 1950. Vài ngàn con gà Iceland tồn tại ngày nay là kết quả của những nỗ lực bảo tồn trong những năm 1970, một số ít các đàn gia cầm đã được xuất khẩu ra nước ngoài.
Gà Iceland cũng không được chuẩn hóa nghiêm ngặt trong kiểu hình và màu sắc, và có một loạt các màu lông gà với những bộ lông và các mẫu vật, màu da và một số có mào lông. Mặc dù những lỗi này trong xuất hiện kiểu hình lung tung, Gà Iceland là đồng nhất với bộ lông cứng cáp trong mùa đông phù hợp với khí hậu, chúng có dái tai trắng, và nằm trắng với trứng màu nâu nhạt. Chúng cũng được cho là ngoan ngoãn trong tính khí, và gà mái sẽ dễ dàng đi lững thững.